# Lillestrøm Sportsklubb 2021
Questa voce raccoglie le informazioni riguardanti il Lillestrøm Sportsklubb nelle competizioni ufficiali della stagione 2021.

## Stagione
Il Lillestrøm ha affrontato il campionato 2021 a seguito del 2º posto in 1. divisjon – con conseguente promozione – arrivato nella stagione precedente. La squadra ha chiuso l'annata al 4º posto finale, mentre l'avventura nel Norgesmesterskapet è terminata ai quarti di finale, con l'eliminazione subita per mano del Bodø/Glimt. La quarta piazza in campionato ha qualificato il Lillestrøm all'Europa Conference League 2022-2023.
Vetle Dragsnes e Ifeanyi Mathew sono stati i calciatori più utilizzati in stagione, a quota 34 presenze tra campionato e coppe. Thomas Lehne Olsen è stato invece il miglior realizzatore della squadra, a quota 28 reti, di cui 26 in campionato: in virtù di questo bottino è stato vicecapocannoniere dell'Eliteserien 2023.

## Maglie e sponsor
Lo sponsor tecnico per la stagione 2021 è stato Puma, mentre lo sponsor ufficiale è stato DnB. La divisa casalinga era composta da un maglietta gialla con pantaloncini neri e calzettoni gialli. Quella da trasferta era invece completamente rossa, con rifiniture gialle.
| Casa | Trasferta |

## Rosa
| N. |                      | Ruolo | Calciatore                  |
| -- | -------------------- | ----- | --------------------------- |
| 1  | Norvegia (bandiera)  | P     | Knut-André Skjærstein       |
| 1  | Belgio (bandiera)    | P     | Álex Craninx                |
| 3  | Norvegia (bandiera)  | C     | Simen Kind Mikalsen         |
| 4  | Norvegia (bandiera)  | C     | Espen Garnås                |
| 5  | Norvegia (bandiera)  | D     | Vetle Dragsnes              |
| 6  | Finlandia (bandiera) | C     | Kaan Kairinen               |
| 7  | Norvegia (bandiera)  | C     | Pål André Helland           |
| 8  | Nigeria (bandiera)   | C     | Ifeanyi Mathew              |
| 9  | Norvegia (bandiera)  | A     | Kent Håvard Eriksen         |
| 10 | Norvegia (bandiera)  | A     | Thomas Lehne Olsen          |
| 11 | Norvegia (bandiera)  | A     | Tobias Svendsen             |
| 12 | Norvegia (bandiera)  | P     | Mads Hedenstad Christiansen |
| 14 | Norvegia (bandiera)  | C     | Fredrik Krogstad            |
| 15 | Norvegia (bandiera)  | D     | Josef Baccay                |
| 17 | Norvegia (bandiera)  | A     | Jonatan Braut Brunes        |
| 18 | Norvegia (bandiera)  | C     | Ulrik Mathisen              |

| N. |                     | Ruolo | Calciatore        |
| -- | ------------------- | ----- | ----------------- |
| 19 | Norvegia (bandiera) | A     | Uranik Seferi     |
| 21 | Norvegia (bandiera) | C     | Magnus Knudsen    |
| 22 | Norvegia (bandiera) | D     | Philip Slørdahl   |
| 23 | Norvegia (bandiera) | C     | Gjermund Åsen     |
| 24 | Svezia (bandiera)   | D     | Tom Pettersson    |
| 25 | Norvegia (bandiera) | C     | Eskil Edh         |
| 26 | Norvegia (bandiera) | D     | Lars Ranger       |
| 27 | Norvegia (bandiera) | A     | Alexander Sannes  |
| 30 | Nigeria (bandiera)  | D     | Igoh Ogbu         |
| 31 | Norvegia (bandiera) | C     | Martin Bergum     |
| 33 | Norvegia (bandiera) | C     | Henrik Skogvold   |
| 40 | Norvegia (bandiera) | P     | Jørgen Sveinhaug  |
| 41 | Norvegia (bandiera) | D     | Simon Glover      |
| 43 | Norvegia (bandiera) | C     | Nikolai Solberg   |
| 44 | Norvegia (bandiera) | A     | Michael Isaksen   |
| 90 | Svezia (bandiera)   | C     | Daniel Gustavsson |

### Nuovi acquisti della sessione invernale 2022
I seguenti calciatori sono stati tesserati nel corso della sessione invernale 2022, ma contano delle presenze nel Norgesmesterskapet 2021-2022 e pertanto vengono inseriti al solo fine statistico.
| N. |                     | Ruolo | Calciatore        |
| -- | ------------------- | ----- | ----------------- |
| 3  | Norvegia (bandiera) | D     | Colin Rösler      |
| 20 | Kosovo (bandiera)   | C     | Ylldren Ibrahimaj |

| N. |                      | Ruolo | Calciatore                |
| -- | -------------------- | ----- | ------------------------- |
| 21 | Islanda (bandiera)   | A     | Hólmbert Aron Friðjónsson |
| 77 | Danimarca (bandiera) | C     | Frederik Holst            |

## Calciomercato

### Sessione invernale(dal 15/01 al 24/03)
| Arrivi           | Arrivi                    | Arrivi          | Arrivi        |
| R.               | Nome                      | da              | Modalità      |
| ---------------- | ------------------------- | --------------- | ------------- |
| P                | Álex Craninx              | Molde           | prestito      |
| D                | Josef Baccay              | Fredrikstad     | fine prestito |
| D                | Vetle Dragsnes            |                 | svincolato    |
| D                | Igoh Ogbu                 | Sogndal         | definitivo    |
| C                | Gjermund Åsen             | Rosenborg       | prestito      |
| C                | Pål André Helland         | Rosenborg       | prestito      |
| A                | Kent Håvard Eriksen       | Sandnes Ulf     | definitivo    |
| A                | Uranik Seferi             | Kvik Halden     | definitivo    |
| Altre operazioni |                           |                 |               |
| R.               | Nome                      | da              | Modalità      |
| C                | Kristoffer Ødemarksbakken | Ullensaker/Kisa | fine prestito |

| Partenze | Partenze                  | Partenze        | Partenze   |
| R.       | Nome                      | a               | Modalità   |
| -------- | ------------------------- | --------------- | ---------- |
| P        | Jo Coppens                | Unterhaching    | definitivo |
| D        | Aleksander Melgalvis      |                 | svincolato |
| C        | Tryggvi Haraldsson        |                 | svincolato |
| C        | Torbjørn Kallevåg         |                 | svincolato |
| C        | Magnus Knudsen            | Ullensaker/Kisa | prestito   |
| C        | Kristoffer Ødemarksbakken | Aalesund        | definitivo |
| C        | Simen Rafn                |                 | svincolato |
| C        | Arnór Smárason            |                 | svincolato |
| A        | Björn Sigurðarson         | Molde           | definitivo |

### Sessione primaverile(dal 29/04 al 12/05)
| Arrivi | Arrivi | Arrivi | Arrivi   |
| R.     | Nome   | da     | Modalità |
| ------ | ------ | ------ | -------- |

| Partenze | Partenze       | Partenze        | Partenze |
| R.       | Nome           | a               | Modalità |
| -------- | -------------- | --------------- | -------- |
| P        | Emil Ødegaard  | Stjørdals-Blink | prestito |
| D        | Erik Sandberg  | Jerv            | prestito |
| D        | Apipon Tongnoy | Skeid           | prestito |

### Tra la sessione primaverile e la sessione estiva
| Arrivi | Arrivi | Arrivi | Arrivi   |
| R.     | Nome   | da     | Modalità |
| ------ | ------ | ------ | -------- |

| Partenze | Partenze         | Partenze    | Partenze |
| R.       | Nome             | a           | Modalità |
| -------- | ---------------- | ----------- | -------- |
| D        | Josef Baccay     | Kongsvinger | prestito |
| D        | Shahram Jabari   | Notodden    | prestito |
| A        | Alexander Sannes | Strømmen    | prestito |

### Sessione estiva(dal 01/08 al 31/08)
| Arrivi           | Arrivi                | Arrivi          | Arrivi        |
| R.               | Nome                  | da              | Modalità      |
| ---------------- | --------------------- | --------------- | ------------- |
| P                | Knut-André Skjærstein | KFUM Oslo       | definitivo    |
| D                | Josef Baccay          | Kongsvinger     | fine prestito |
| D                | Apipon Tongnoy        | Skeid           | fine prestito |
| C                | Magnus Knudsen        | Ullensaker/Kisa | fine prestito |
| C                | Tom Pettersson        |                 | svincolato    |
| Altre operazioni |                       |                 |               |
| R.               | Nome                  | da              | Modalità      |
| P                | Emil Ødegaard         | Stjørdals-Blink | fine prestito |

| Partenze | Partenze            | Partenze  | Partenze      |
| R.       | Nome                | a         | Modalità      |
| -------- | ------------------- | --------- | ------------- |
| P        | Álex Craninx        | Molde     | fine prestito |
| P        | Emil Ødegaard       | KFUM Oslo | definitivo    |
| A        | Kent Håvard Eriksen | Mjøndalen | definitivo    |
| A        | Uranik Seferi       | Skeid     | prestito      |

## Risultati

### Eliteserien

#### Girone di andata
| Arbitro: | Hagen (Grue) |

|                              |           |                                |
| Edvardsen 55’ Geelmuyden 77’ | Marcatori | 9’ Mathew 66’, 71’ Lehne Olsen |

| Arbitro: | Aslam |

|                              |           |  |
| Kairinen 55’ Lehne Olsen 58’ | Marcatori |  |

| Arbitro: | Eskås (Oslo) |

|                                              |           |          |
| Ogbu 6’ (aut.) Stengel 17’ (rig.) Friday 85’ | Marcatori | 74’ Ogbu |

| Arbitro: | Saggi (Drammen) |

|                  |           |                                        |
| Braut Brunes 90’ | Marcatori | 23’ Tripić 40’ Vikstøl 83’ Friðjónsson |

| Arbitro: | Hagenes (Flaktveit) |

|                 |           |  |
| Lehne Olsen 36’ | Marcatori |  |

| Arbitro: | Hansen (Feda) |

|         |           |  |
| Bye 83’ | Marcatori |  |

| Arbitro: | Steen (Bergen) |

|                             |           |            |
| Lehne Olsen 24’, 43’ (rig.) | Marcatori | 21’ Liseth |

| Arbitro: | Aslam |

|               |           |                     |
| Mikkelsen 26’ | Marcatori | 2’, 52’ Lehne Olsen |

| Arbitro: | Hobber Nilsen (Oslo) |

|                      |           |  |
| Helland 12’ Åsen 90’ | Marcatori |  |

| Arbitro: | Moen (Haugesund) |

|           |           |                 |
| Bamba 58’ | Marcatori | 87’ Lehne Olsen |

| Arbitro: | S. Smehus Kringstad (Oslo) |

|                             |           |             |
| Lehne Olsen 65’, 70’ (rig.) | Marcatori | 90’ Brustad |

| Arbitro: | Steen |

|                      |           |                            |
| Dønnum 53’ Udahl 84’ | Marcatori | 24’ Ranger 43’ Lehne Olsen |

| Arbitro: | Hobber Nilsen (Oslo) |

|            |           |             |
| Ranger 90’ | Marcatori | 42’ Hussain |

| Arbitro: | Hansen (Feda) |

|             |           |                 |
| Jónsson 50’ | Marcatori | 59’ Lehne Olsen |

| Arbitro: | Eskås (Oslo) |

|  |           |             |
|  | Marcatori | 78’ Botheim |

#### Girone di ritorno
| Arbitro: | Amland (Bergen) |

|  |           |                                           |
|  | Marcatori | 21’, 23’ Gustavsson 90’ (aut.) Fredriksen |

| Arbitro: | Hagenes (Flaktveit) |

|             |           |                                |
| Sporrong 4’ | Marcatori | 43’ Pettersson 46’ Lehne Olsen |

| Arbitro: | Hobber Nilsen (Oslo) |

|                            |           |                                  |
| Garnås 59’ Lehne Olsen 71’ | Marcatori | 17’ Taylor 65’ Finne 74’ Heggebø |

| Arbitro: | Skjerven (Kaupanger) |

|                  |           |                                     |
| Svendsen 2’, 31’ | Marcatori | 22’, 53’ Lehne Olsen 25’ Pettersson |

| Arbitro: | Saggi (Drammen) |

|                        |           |                              |
| Lehne Olsen 90’ (rig.) | Marcatori | 27’ Vesterlund 62’ Mikkelsen |

| Arbitro: | Hansen Grøtta |

|                       |           |                 |
| Lindseth 28’ Koné 64’ | Marcatori | 57’ Lehne Olsen |

| Lillestrøm 16 ottobre 2021, ore 18:00 22ª giornata | Lillestrøm   | 0 – 0 referto | Kristiansund BK | Åråsen Stadion (5.652 spett.)\| Arbitro: \| Eskås (Oslo) \| |
| Arbitro:                                           | Eskås (Oslo) |               |                 |                                                             |

| Arbitro: | Hagen (Grue) |

|                                                       |           |              |
| Sebulonsen 3’ Nilsen Tangen 48’ Berisha 68’, 73’, 82’ | Marcatori | 64’ Krogstad |

| Arbitro: | Steen (Bergen) |

|                                 |           |  |
| Garnås 56’ Lehne Olsen 63’, 83’ | Marcatori |  |

| Arbitro: | Hansen (Feda) |

|             |           |                                           |
| Hovland 22’ | Marcatori | 68’ Mathew 79’ Lehne Olsen 86’ Pettersson |

| Lillestrøm 7 novembre 2021, ore 19:00 26ª giornata | Lillestrøm          | 0 – 0 referto | Vålerenga | Åråsen Stadion (10.504 spett.)\| Arbitro: \| Hagenes (Flaktveit) \| |
| Arbitro:                                           | Hagenes (Flaktveit) |               |           |                                                                     |

| Arbitro: | Hobber Nilsen (Oslo) |

|                     |           |  |
| Fet 30’ Botheim 45’ | Marcatori |  |

| Arbitro: | Amland (Bergen) |

|                                        |           |          |
| Lehne Olsen 21’, 44’, 61’ Dragsnes 45’ | Marcatori | 86’ Hove |

| Arbitro: | Saggi (Drammen) |

|                                            |           |                                  |
| Wolff Eikrem 64’ Hestad 81’ Omoijuanfo 83’ | Marcatori | 33’ Åsen 47’ Edh 89’ Lehne Olsen |

| Arbitro: | Hagenes (Flaktveit) |

|                           |           |  |
| Dragsnes 29’ Mathisen 81’ | Marcatori |  |

### Norgesmesterskapet
| Arbitro: | al Hatam |

|  |           |                                                               |
|  | Marcatori | 31’ (rig.), 57’ Braut Brunes 51’ Garnås 79’ (aut.) Rosenkilde |

| Arbitro: | Saggi (Drammen) |

|             |           |                              |
| Buduson 58’ | Marcatori | 51’ Svendsen 96’ Lehne Olsen |

| Arbitro: | Sinnes |

|                                      |           |                                          |
| Bredeli 35’ (rig.) Bully Drammeh 40’ | Marcatori | 26’ Mathew 89’ Dragsnes 107’ Lehne Olsen |

| Arbitro: | Amland (Bergen) |

|  |           |                                           |
|  | Marcatori | 29’, 53’ Helland 36’ Pettersson 87’ Adams |

| Arbitro: | Hagenes (Flaktveit) |

|                                                                  |           |              |
| Espejord 37’ Kristoffersen Hagen 53’ Pellegrino 87’ Boniface 90’ | Marcatori | 13’ Dragsnes |

## Statistiche

### Statistiche di squadra
| Competizione       | Punti | In casa | In casa | In casa | In casa | In casa | In casa | In trasferta | In trasferta | In trasferta | In trasferta | In trasferta | In trasferta | Totale | Totale | Totale | Totale | Totale | Totale | DR  |
| Competizione       | Punti | G       | V       | N       | P       | Gf      | Gs      | G            | V            | N            | P            | Gf           | Gs           | G      | V      | N      | P      | Gf     | Gs     | DR  |
| ------------------ | ----- | ------- | ------- | ------- | ------- | ------- | ------- | ------------ | ------------ | ------------ | ------------ | ------------ | ------------ | ------ | ------ | ------ | ------ | ------ | ------ | --- |
| Eliteserien        | 49    | 15      | 8       | 3       | 4       | 23      | 13      | 15           | 6            | 4            | 5            | 26           | 27           | 30     | 14     | 7      | 9      | 49     | 40     | +9  |
| Norgesmesterskapet | -     | 0       | 0       | 0       | 0       | 0       | 0       | 5            | 4            | 0            | 1            | 14           | 7            | 5      | 4      | 0      | 1      | 14     | 7      | +7  |
| Totale             | -     | 15      | 8       | 3       | 4       | 23      | 13      | 20           | 10           | 4            | 6            | 40           | 34           | 35     | 18     | 7      | 10     | 63     | 47     | +16 |

### Andamento in campionato
| Giornata  | 1 | 2 | 3 | 4 | 5 | 6 | 7 | 8 | 9 | 10 | 11 | 12 | 13 | 14 | 15 | 16 | 17 | 18 | 19 | 20 | 21 | 22 | 23 | 24 | 25 | 26 | 27 | 28 | 29 | 30 |
| --------- | - | - | - | - | - | - | - | - | - | -- | -- | -- | -- | -- | -- | -- | -- | -- | -- | -- | -- | -- | -- | -- | -- | -- | -- | -- | -- | -- |
| Luogo     | T | C | T | C | C | T | C | T | C | T  | C  | T  | C  | T  | C  | T  | T  | C  | T  | C  | T  | C  | T  | C  | T  | C  | T  | C  | T  | C  |
| Risultato | V | V | P | P | V | P | V | V | V | N  | V  | N  | N  | N  | P  | V  | V  | P  | P  | P  | P  | N  | P  | V  | V  | N  | P  | V  | N  | V  |
| Posizione | 5 | 2 | 4 | 6 | 3 | 7 | 5 | 3 | 2 | 2  | 2  | 2  | 2  | 3  | 5  | 4  | 3  | 5  | 5  | 5  | 6  | 6  | 6  | 6  | 5  | 6  | 6  | 4  | 5  | 4  |

Fonte:  Eliteserien 2021, su altomfotball.no, Altomfotball.
Legenda:

Luogo: C = Casa; T = Trasferta. Risultato: V = Vittoria; N = Pareggio; P = Sconfitta.

### Statistiche dei giocatori
| Giocatore        | Eliteserien | Eliteserien | Eliteserien | Eliteserien | Norgesmesterskapet | Norgesmesterskapet | Norgesmesterskapet | Norgesmesterskapet | Coppe europee | Coppe europee | Coppe europee | Coppe europee | Altre coppe | Altre coppe | Altre coppe | Altre coppe | Totale   | Totale | Totale      | Totale     |
| Giocatore        | Presenze    | Reti        | Ammonizioni | Espulsioni  | Presenze           | Reti               | Ammonizioni        | Espulsioni         | Presenze      | Reti          | Ammonizioni   | Espulsioni    | Presenze    | Reti        | Ammonizioni | Espulsioni  | Presenze | Reti   | Ammonizioni | Espulsioni |
| ---------------- | ----------- | ----------- | ----------- | ----------- | ------------------ | ------------------ | ------------------ | ------------------ | ------------- | ------------- | ------------- | ------------- | ----------- | ----------- | ----------- | ----------- | -------- | ------ | ----------- | ---------- |
| G. Åsen          | 26          | 2           | 0           | 0           | 4                  | 0                  | 0                  | 0                  |               |               |               |               |             |             |             |             | 30       | 2      | 0           | 0          |
| J. Baccay        | 1           | 0           | 0           | 0           | 1                  | 0                  | 0                  | 0                  |               |               |               |               |             |             |             |             | 2        | 0      | 0           | 0          |
| M. Bergum        | 1           | 0           | 0           | 0           | 1                  | 0                  | 0                  | 0                  |               |               |               |               |             |             |             |             | 2        | 0      | 0           | 0          |
| J. Braut Brunes  | 18          | 1           | 1           | 0           | 3                  | 2                  | 0                  | 0                  |               |               |               |               |             |             |             |             | 21       | 3      | 1           | 0          |
| M. Christiansen  | 24          | -25         | 0           | 0           | 4                  | -5                 | 0                  | 0                  |               |               |               |               |             |             |             |             | 28       | -30    | 0           | 0          |
| Á. Craninx       | 2           | -6          | 0           | 0           | 0                  | 0                  | 0                  | 0                  |               |               |               |               |             |             |             |             | 2        | -6     | 0           | 0          |
| V. Dragsnes      | 30          | 2           | 2           | 0           | 4                  | 2                  | 0                  | 0                  |               |               |               |               |             |             |             |             | 34       | 4      | 2           | 0          |
| E. Edh           | 24          | 1           | 4           | 0           | 4                  | 0                  | 0                  | 0                  |               |               |               |               |             |             |             |             | 28       | 1      | 4           | 0          |
| K. Eriksen       | 2           | 0           | 0           | 0           | 2                  | 0                  | 0                  | 0                  |               |               |               |               |             |             |             |             | 4        | 0      | 0           | 0          |
| H. Friðjónsson   | -           | -           | -           | -           | 2                  | 0                  | 1                  | 0                  |               |               |               |               |             |             |             |             | 2        | 0      | 1           | 0          |
| E. Garnås        | 27          | 2           | 6           | 0           | 4                  | 1                  | 1                  | 0                  |               |               |               |               |             |             |             |             | 31       | 3      | 7           | 0          |
| S. Glover        | 0           | 0           | 0           | 0           | 0                  | 0                  | 0                  | 0                  |               |               |               |               |             |             |             |             | 0        | 0      | 0           | 0          |
| D. Gustavsson    | 27          | 2           | 2           | 0           | 3                  | 0                  | 0                  | 0                  |               |               |               |               |             |             |             |             | 30       | 2      | 2           | 0          |
| P. Helland       | 14          | 1           | 2           | 0           | 2                  | 2                  | 0                  | 0                  |               |               |               |               |             |             |             |             | 16       | 3      | 2           | 0          |
| F. Holst         | -           | -           | -           | -           | 2                  | 0                  | 0                  | 0                  |               |               |               |               |             |             |             |             | 2        | 0      | 0           | 0          |
| Y. Ibrahimaj     | -           | -           | -           | -           | 2                  | 0                  | 0                  | 0                  |               |               |               |               |             |             |             |             | 2        | 0      | 0           | 0          |
| M. Isaksen       | 0           | 0           | 0           | 0           | 0                  | 0                  | 0                  | 0                  |               |               |               |               |             |             |             |             | 0        | 0      | 0           | 0          |
| K. Kairinen      | 20          | 1           | 1           | 0           | 1                  | 0                  | 0                  | 0                  |               |               |               |               |             |             |             |             | 21       | 1      | 1           | 0          |
| S. Kind Mikalsen | 1           | 0           | 0           | 0           | 0                  | 0                  | 0                  | 0                  |               |               |               |               |             |             |             |             | 1        | 0      | 0           | 0          |
| F. Krogstad      | 24          | 1           | 1           | 0           | 2                  | 0                  | 1                  | 0                  |               |               |               |               |             |             |             |             | 26       | 1      | 2           | 0          |
| M. Knudsen       | 19          | 0           | 1           | 0           | 3                  | 0                  | 0                  | 0                  |               |               |               |               |             |             |             |             | 22       | 0      | 1           | 0          |
| T. Lehne Olsen   | 29          | 26          | 3           | 0           | 2                  | 2                  | 0                  | 0                  |               |               |               |               |             |             |             |             | 31       | 28     | 3           | 0          |
| I. Mathew        | 30          | 2           | 3           | 0           | 4                  | 1                  | 1                  | 0                  |               |               |               |               |             |             |             |             | 34       | 3      | 4           | 0          |
| U. Mathisen      | 21          | 1           | 0           | 0           | 4                  | 0                  | 0                  | 0                  |               |               |               |               |             |             |             |             | 25       | 1      | 0           | 0          |
| I. Ogbu          | 26          | 1           | 6           | 1           | 4                  | 0                  | 1                  | 0                  |               |               |               |               |             |             |             |             | 30       | 1      | 7           | 1          |
| T. Pettersson    | 17          | 3           | 1           | 0           | 3                  | 1                  | 0                  | 0                  |               |               |               |               |             |             |             |             | 20       | 4      | 1           | 0          |
| L. Ranger        | 24          | 2           | 8           | 0           | 5                  | 0                  | 1                  | 0                  |               |               |               |               |             |             |             |             | 29       | 2      | 9           | 0          |
| C. Rösler        | -           | -           | -           | -           | 2                  | 0                  | 0                  | 0                  |               |               |               |               |             |             |             |             | 2        | 0      | 0           | 0          |
| A. Sannes        | 0           | 0           | 0           | 0           | 0                  | 0                  | 0                  | 0                  |               |               |               |               |             |             |             |             | 0        | 0      | 0           | 0          |
| U. Seferi        | 0           | 0           | 0           | 0           | 1                  | 0                  | 0                  | 0                  |               |               |               |               |             |             |             |             | 1        | 0      | 0           | 0          |
| K. Skjærstein    | 4           | -9          | 0           | 0           | 1                  | -2                 | 0                  | 0                  |               |               |               |               |             |             |             |             | 5        | -11    | 0           | 0          |
| H. Skogvold      | 3           | 0           | 0           | 0           | 1                  | 0                  | 0                  | 0                  |               |               |               |               |             |             |             |             | 4        | 0      | 0           | 0          |
| P. Slørdahl      | 11          | 0           | 1           | 0           | 3                  | 0                  | 0                  | 0                  |               |               |               |               |             |             |             |             | 14       | 0      | 1           | 0          |
| N. Solberg       | 0           | 0           | 0           | 0           | 1                  | 0                  | 0                  | 0                  |               |               |               |               |             |             |             |             | 1        | 0      | 0           | 0          |
| J. Sveinhaug     | 0           | 0           | 0           | 0           | 0                  | 0                  | 0                  | 0                  |               |               |               |               |             |             |             |             | 0        | 0      | 0           | 0          |
| T. Svendsen      | 21          | 0           | 1           | 0           | 4                  | 1                  | 0                  | 0                  |               |               |               |               |             |             |             |             | 25       | 1      | 1           | 0          |